# Gałęzów (Dębnica Kaszubska)
Gałęzów  (deutsch Gallensow) ist ein Dorf im Powiat Słupski (Stolper Kreis) der polnischen Woiwodschaft Pommern.

## Geographische Lage
Das Dorf liegt in Hinterpommern, an der Ostseite des Urstromtals der Stolpe, etwa 32 Kilometer südöstlich der Stadt  Stolp und 37 Kilometer südwestlich der Stadt Lębork (Lauenburg i. Pom.). In  etwa 1,5 Kilometern Entfernung westlich  des Dorfs befindet  sich der Nipper See und südlich des Dorfs in 1,5 Kilometern Entfernung der Glambock-See, der sich in Südost-Nordwest-Richtung über eine Länge von etwa drei Kilometern erstreckt.

## Geschichte
Das ehemalige Rittergut Gallensow war in älterer Zeit ein Lehen der Familie Zitzewitz, die in der Region von Stolp begütert war. Als erstes Familienmitglied, das das Gut in Besitz hatte, wird in einem Lehensbrief von 1432 der um 1360 geborene Jarislaw (der Ältere) genannt, der in der Gegend von Stolp umfangreiche Ländereien besaß. Der Dorfname lautete seinerzeit Gallensaw. 
Um 1784 gab es in Gallensow ein Vorwerk, sechs Vollbauern, zwei Halbbauern, zwei Kossäten, einen Gasthof, auf der Feldmark des Dorfs einen Holzwärterkaten namens Glambock, der am Glambock-See und an der Stolpe lag, und insgesamt elf Haushaltungen. Um diese Zeit befand sich das Gut im Besitz von Friedrich Johann George von Zitzewitz. Im Rahmen der Regulierung der gutsherrlichen und bäuerlichen Verhältnisse wurde im Jahre 1828 den Bauern insgesamt 458,5 Hektar Land zugesprochen und dem Gutsbesitzer 770 Hektar.  
1833 erbte Adolf von Zitzewitz die Güter Nippoglense und Gallensow. Er ließ in Nippoglense ein stattliches Herrenhaus errichten und verwaltete den Güterkomplex von dort aus. Nachdem seine Ehe kinderlos geblieben war, erbten seine Neffen und Nichten seinen Besitz. Nippoglense und Gallensow erhielt 1882 sein Neffe Jesco von Puttkamer, der jüngste Sohn von Eugen von Puttkamer auf Plauth. Nach dem Tod von Jesco von Puttkamer 1918 gingen beide Güter an dessen Sohn Otto über und dann in weiterer Generation an Jesco von Puttkamer, der vor 1945 der letzte Besitzer war.
Am 1. April 1927 hatte das Gut Gallensow eine Flächengröße von 703 Hektar, und am 16. Juni 1925 hatte der Gutsbezirk 153 Einwohner.  Am 30. September 1928 wurde der Gutsbezirk Gallensow in die Landgemeinde Gallensow eingegliedert.
Anfang der 1930er Jahre hatte die Landgemeinde Gallensow eine Flächengröße von 12,1 km². Innerhalb der Gemeindegrenzen standen insgesamt 48 bewohnte Wohnhäuser an vier verschiedenen Wohnstätten:
1. Forsthaus Glambock
2. Gallensow
3. Schäferei
4. Vorwerk Krause

Der Ortsteil Schäferei wurde auch Glambock-Katen oder Krause Abbau genannt. 1939 wurden 89 Haushaltungen und 379 Einwohner gezählt. Außer dem Gutsbetrieb gab es in der Dorfgemeinde 38 weitere landwirtschaftliche Betriebe.
Vor Ende des Zweiten Weltkriegs gehörte Gallensow  zum Landkreis Stolp im Regierungsbezirk Köslin der preußischen Provinz Pommern des Deutschen Reichs. Gallensow war dem Amtsbezirk Budow zugeordnet.
Gegen Ende des Zweiten Weltkriegs wurde Gallensow am 8. März 1945 von der Roten Armee eingenommen. Tags zuvor war noch frühmorgens ein Treck mit Gallensower Dorfbewohnern über Wundichow, Groß Nossin, Jerskewitz, Wutzkow und Lauenburg losgezogen und teils bis Groß Poschpol gekommen. Ein Großteil kam bis Gowin kurz vor Neustadt in Westpreußen, wo der Treck von sowjetischen Truppen überrollt wurde. Einigen gelang die Flucht über Gotenhafen mit dem Schiff über die Ostsee bis Dänemark. Die übrigen kehrten zum Teil erst nach Wochen in ihre Heimat zurück. Vor der sowjetischen Besetzung hatten sich bis zum 5. März SS-Truppen in Gallensow aufgehalten.
Nach Beendigung der Kampfhandlungen wurde die Region  zusammen mit ganz Hinterpommern seitens der sowjetischen Besatzungsmacht der Volksrepublik Polen zur Verwaltung überlassen. Im Herbst 1945 trafen Polen im Dorf ein. Gallensow wurde unter der polonisierten Ortsbezeichnung ‚Gałęzów‘ verwaltet. Am 9. Oktober erfolgte eine öffentliche Bekanntmachung, der zufolge sämtlicher Besitz im Dorf mit lebendem und totem Inventar polnisches Eigentum sei. Im Rahmen der praktischen Enteignungsmaßnahmen kam es zu Tätlichkeiten gegenüber den Dorfbewohnern. Zwei Dorfbewohner starben an den Folgen ihrer Verletzungen. Sämtliche verbliebenen Dorfbewohner wurden von der polnischen Administration vertrieben, die letzten im Herbst 1947. Später wurden in der Bundesrepublik Deutschland 177 und in der DDR 102 von ihnen ermittelt.
Das Dorf hat heute etwa 210 Einwohner.